# قرار مجلس الأمن التابع للأمم المتحدة رقم 165
قرار مجلس الأمن التابع للأمم المتحدة رقم 165، الذي اعتمد بالإجماع في 26 سبتمبر 1961، بعد النظر في طلب سيراليون للانضمام إلى عضوية الأمم المتحدة، أوصى المجلس الجمعية العامة بقبول سيراليون.